# 1695
| [ Edytuj tabelę ]              | |
| Król Polski                    | - 1674 Jan III Sobieski 1696 |
| Współksiążęta Andory           | - 1695 Julià Cano i Thebar 1714 - 1643 Ludwik XIV 1715                                                                                                   |
| Król Anglii i Szkocji          | - 1694 Wilhelm III Orański 1702 |
| Elektor Bawarii                | - 1679 Maksymilian II Emanuel 1726 |
| Elektor Brandenburgii          | - 1688 Fryderyk III 1701 |
| Sułtan Brunei                  | - 1690 Nassaruddin 1705 |
| Cesarz Chin                    | - 1661 Kangxi 1722 |
| Król Czech                     | - 1657 Leopold I Habsburg 1705 |
| Król Danii                     | - 1670 Chrystian V 1699 |
| Dalajlama                      | - 1683 Cangjang Gjaco 1706 |
| Cesarz Etiopii                 | - 1682 Ijasu Wielki 1706 |
| Król Francji                   | - 1643 Ludwik XIV 1715 |
| Król Hiszpanii                 | - 1665 Karol II 1700 |
| Landgraf Hesji-Kassel          | - 1670 Karol I Heski 1730 |
| Stadhouder Holandii            | - 1672 Wilhelm III Orański 1702 |
| Szach Iranu                    | - 1694 Sultan Husajn 1722 |
| Państwo Wielkich Mogołów       | - 1658 Aurangzeb 1707 |
| Król Irlandii                  | - 1689 Wilhelm III Orański 1702 |
| Cesarz Japonii                 | - 1687 Higashiyama 1709 |
| Kalif                          | - 1691 Ahmed II 1695 - 1695 Mustafa II 1703 |
| Patriarcha Konstantynopola     | - 1694 Kallinik II 1702 |
| Władca Korei                   | - 1674 Sukjong 1720 |
| Książę Kurlandii i Semigalii   | - 1682 Fryderyk Kazimierz Kettler 1698 |
| Sułtan Maroka                  | - 1672 Maulaj Isma’il 1727 |
| Książę Monako                  | - 1662 Ludwik I 1702 |
| Król Nawarry                   | - 1643 Ludwik XIV 1710 |
| Król Norwegii                  | - 1670 Chrystian V 1699 |
| Sułtan Omanu                   | - 1692 Sajf I ibn Sultan 1711 |
| Elektor Palatynatu             | - 1690 Jan Wilhelm 1716 |
| Papież                         | - 1691 Innocenty XII 1700 |
| Książę Parmy i Piacenzy        | - 1694 Franciszek 1727 |
| Król Portugalii                | - 1683 Piotr II 1706 |
| Książę w Prusach               | - 1688 Fryderyk 1701 |
| Car Rosji                      | - 1682 Iwan V 1696 - 1682 Piotr I Wielki 1725 |
| Cesarz Rzymski (niemiecki)     | - 1658 Leopold I Habsburg 1705 |
| Kapitanowie Regenci San Marino | - 1694 Bernardino Leonardelli Lorenzo Giangi 1695 - 1695 Onofrio Onofri Francesco Angeli 1695 - 1695 Lodovico Manenti Belluzzi Marc'Antonio Ceccoli 1696 |
| Elektor Saksonii               | - 1694 Fryderyk August I (król Polski) 1733 |
| Król Szwecji                   | - 1660 Karol XI 1697 |
| Król Tajlandii                 | - 1688 Phet Racha 1703 |
| Sułtan Turków                  | - 1691 Ahmed II 1695 - 1695 Mustafa II 1703 |
| Doża Wenecji                   | - 1694 Silvestro Valiero 1700 |
| Król Węgier                    | - 1655 Leopold I 1705 |
| Książęta Wirtembergii          | - 1677 Eberhard Ludwik 1733 |

Rok 1695 / MDCXCV
stulecia: XVI wiek ~
XVII wiek ~
XVIII wiek

lata: 1685 «
1690 «
1691 «
1692 «
1693 «
1694 «
1695
» 1696
» 1697
» 1698
» 1699
» 1700
» 1705

## Wydarzenia w Polsce
- 11 lutego – wojna polsko-turecka: wojsko polskie stoczyło z Tatarami bitwę pod Lwowem.
- W Krakowie rozpoczął działalność barokowy rzeźbiarz i sztukator pochodzenia włoskiego, Baltazar Fontana.

## Wydarzenia na świecie
- 9 lutego i 19 lutego – V wojna austriacko-turecka: bitwa morska pod Karaburun.
- 9 lipca – Rosjanie rozpoczęli oblężenie Azowa bronionego przez Turków.
- 17 lipca – uchwałą Parlamentu Szkocji założono Bank of Scotland, najstarszy ciągle działający bank na terenie obecnej Wielkiej Brytanii i pierwszy bank w Europie, który rozpoczął emisję papierowych banknotów.
- 9 października – wojna Turcji ze Świętą Ligą: wojska rosyjskie zakończyły nieudane oblężenie tureckiej twierdzy Azow.

## Urodzili się
- 20 stycznia – Maria Kazimiera Sobieska, wnuczka Jana III Sobieskiego (zm. 1723)
- 3 lutego - Józef Jastrzębski, polski pijar, prowincjał zakonu, pedagog (zm. 1641)
- 2 grudnia – Andrzej Stanisław Załuski, polski duchowny katolicki, kanclerz wielki koronny (zm. 1758)
- 4 grudnia – Franciszek Serrano, hiszpański dominikanin, misjonarz, męczennik, święty katolicki (zm. 1748)

## Zmarli
- 4 stycznia – Luxembourg, słynny wódz francuski, Marszałek Francji (ur. 1628)
- 13 kwietnia – Jean de La Fontaine, poeta francuski, bajkopisarz (ur. 1621)
- 17 kwietnia – Juana Inés de la Cruz, meksykańska zakonnica, pisarka i astronom (ur. 1651)
- 8 lipca – Christiaan Huygens, holenderski matematyk, fizyk i astronom (ur. 1629)
- 19 sierpnia – Christopher Merret, angielski biolog i lekarz (ur. 1614)
- 21 października – Johann Arnold Nering, niemiecki architekt (ur. 1659)
- 21 listopada – Henry Purcell, angielski kompozytor epoki baroku (ur. 1659)

## Święta ruchome
- Tłusty czwartek: 10 lutego
- Ostatki: 15 lutego
- Popielec: 16 lutego
- Niedziela Palmowa: 27 marca
- Wielki Czwartek: 31 marca
- Wielki Piątek: 1 kwietnia
- Wielka Sobota: 2 kwietnia
- Wielkanoc: 3 kwietnia
- Poniedziałek Wielkanocny: 4 kwietnia
- Wniebowstąpienie Pańskie: 12 maja
- Zesłanie Ducha Świętego: 22 maja
- Boże Ciało: 2 czerwca